# Bandera de Palau-solità i Plegamans

## Descripció
Bandera apaïsada de proporcions dos d'alt per tres de llarg, bicolor vertical, blanca i vermella, amb la pala negra de l'escut al centre de la meitat blanca i la mà blanca del mateix escut al centre de la meitat vermella, ambdues figures d'altura 4/6 de la del drap.
La bandera representa els dos pobles que es van unir per crear el poble actual. Aquests dos pobles eren:
- Palau-solità: Representat per la pala negre amb fons blanc
- Plegamans: Representat amb la mà blanca amb fons vermell.

## Història
Va ser publicat en el DOGC el 6 d'abril de 1999.